# Orontes I.
Orontes I. (armenisch Երուանդ; griechisch Ὀρόντης) war ein persischer Feldherr des Achämenidenreichs im 4. vorchristlichen Jahrhundert. Er war ein Sohn des Artasyras, der aus Baktrien stammte.
Orontes diente dem Großkönig Artaxerxes II. in Armenien als Statthalter (Satrap) und heiratete kurz nach 401 v. Chr. dessen Tochter Rhodogune. Im persischen Bürgerkrieg zwischen Artaxerxes und Kyros dem Jüngeren kämpfte er gegen die mit Kyros verbündeten Griechen (Anabasis). Im Krieg gegen den zyprischen Stadtkönig von Salamis, Euagoras I., entriss er mittels einer Intrige Tiribazos das Kommando und schloss mit Euagoras einen für diesen günstigen Frieden, weshalb er beim Großkönig in Ungnade fiel. Wegen seiner Beteiligung am Satrapenaufstand der Küstensatrapen 361/360 v. Chr. verlor er seine Satrapie Armenien und erhielt stattdessen die unbedeutendere Satrapie Mysien. 357 v. Chr. erhob er sich von dort gegen Artaxerxes III. und eroberte Pergamon, schloss jedoch sehr bald wieder Frieden mit diesem und gab Pergamon zurück. Während des Abschlusses eines Handelsvertrages mit Athen erhielt er das athenische Bürgerrecht. Orontes starb nach 349 v. Chr.
Orontes I. war wohl der Großvater des Orontes II., über den sich die armenische Linie seiner Familie fortsetzte. Ein weiterer Nachkomme war Antiochos I., der das Königshaus von Kommagene begründete. Seine Gattin Rhodogune ist das Bindeglied zwischen den Sippen der Achämeniden und Orontiden.
Strabon gab in seiner Geographie an, dass der syrische Fluss Typhon seit dem vierten Jahrhundert vor Christus „Orontes“ (heute Nahr al-Asi) genannt wurde, weil Orontes I. diesen Fluss überquert hatte, wohl während des Krieges gegen Euagoras.